# Pseudis bolbodactyla
Pseudis bolbodactyla é uma espécie de anfíbio da família Hylidae. Endêmica do Brasil, onde pode ser encontrada nos estados de Minas Gerais, Goiás, Bahia e  Espírito Santo.